# Медаль «Ветеран службы» (СВР)
Медаль «Ветера́н слу́жбы» — ведомственная медаль Службы внешней разведки Российской Федерации, учреждённая приказом СВР России в марте 2004 года.

## Правила награждения
Согласно Положению медалью «Ветеран службы» награждаются военнослужащие СВР России, безупречно прослужившие 25 и более лет в календарном исчислении, из которых, как правило, не менее 10 лет — в ПГУ-КГБ-СВР России.

## Описание медали
Медаль изготовляется из посеребрённого томпака и представляет собой круг диаметром 32 мм, окаймлённый бортиком.
На аверсе медали — рельефное изображение фигурного щита, посредине которого вертикально, остриём вниз, расположен меч. На щит помещена, образованная штралами, пятиконечная звезда эмблемы СВР, в центре которой выпуклое, жёлтого металла изображение континентов с залитой голубой эмалью поверхностью морей и океанов, сквозь которые синей эмалью нанесены схематические параллели и меридианы. Вне сетки меридианов по тёмно-красному кругу — золотая надпись: «ЗА СЛУЖБУ В РАЗВЕДКЕ»; в нижней части надпись: «СВР», отделённая от основной тремя разделительными звёздочками жёлтого металла. В нижней части медали надпись: «ВЕТЕРАН СЛУЖБЫ». На оборотной стороне медали, в центре, расположена надпись в пять строк: «СЛУЖБА ВНЕШНЕЙ РАЗВЕДКИ РОССИЙСКОЙ ФЕДЕРАЦИИ», по окружности — венок из лавровых веток. Аверс медали оксидирован, реверс — матовый.
Медаль при помощи ушка и кольца соединяется с пятиугольной колодкой, обтянутой шёлковой муаровой лентой шириной 24 мм.

## Источник
- Медаль «Ветеран Службы» на сайте Знаки-униформа